# San Rafael (Veracruz)
La municipalité de San Rafael est l'une des 212 municipalités de l'État de Veracruz, et est située dans la partie centrale de cet État. Située sur la côte du golfe du Mexique, elle se trouve au sein de la plaine côtière, dans le bassin versant et à l'embouchure du fleuve Río Nautla, qui prend ici le nom de Río Bobos. Son chef-lieu est la ville éponyme de San Rafael. Elle dépend de la région administrative de Nautla, du nom du fleuve Río Nautla qui la traverse, qui est une des 10 subdivisions administratives de l'État de Veracruz.

## Toponymie
La ville est appelée San Rafael en honneur de Rafael Martinez de la Torre, Mexicain qui acheta les terres de San Rafael (les étrangers ne pouvant pas acquérir des terres au Mexique) au bénéfice des colons français.

## Géographie
La municipalité de San Rafael s'étend dans la plaine côtière du golfe du Mexique, à l'embouchure du fleuve Río Nautla, qui prend ici le nom de Río Bobos, qui forme sa limite méridionale. Le bassin versant du fleuve au nord de la municipalité montre une complexe imbrication de rivières tributaires, qui confluent successivement pour former un chenal nommé Tres Bocas, et qui rejoint le Río Nautla à son embouchure. Les rivières formant le chenal du Tres Bocas sont le Solteros, qui forme la limite nord, et est rejoint par la rivière El Fuerte, puis par la rivière Tres Encinos, l'ensemble formant alors le chenal Tres Bocas, qui sert de limite au nord-est. L'altitude de la municipalité oscille entre 10 et 100 mètres. Son chef-lieu, la ville de San Rafael, se trouve dans la partie sud de son territoire, enserrée entre une boucle du Río Nautla et un coude de la rivière Tres Encinos. Son territoire couvre une superficie de 291,8 km2, et était peuplé en 2020 de 30 351 habitants, pour une densité de 104 habitants par km2.
La municipalité de San Rafael a pour coordonnés 20° 11 de latitude nord et 96° 51 de longitude ouest. Elle est limitrophe au nord de celle de Tecolutla, à l'ouest de celle de Martínez de la Torre, et au sud de celles de Misantla et de Nautla.

## Composition et démographie
La municipalité était composée en 2020 de 84 localités, dont 3 étaient considérées comme urbaines, les autres étant rurales.
Selon le Comité Estatal de Información estadística y Geográfica del estado de Veracruz, San Rafael compte 30 351 habitants en 2020.
Voici son évolution démographique :
| Année | Total  | Hommes | Femmes | Croissance (%) |
| ----- | ------ | ------ | ------ | -------------- |
| 2020  | 30 351 | 14 897 | 15 454 | 0.48           |
| 2015  | 29 631 | 14 536 | 15 095 | 0.25           |
| 2010  | 29 277 | 14 219 | 15 058 | 0.74           |
| 2005  | 28 291 | 13 778 | 14 513 | NA             |

La municipalité de San Rafael est composée de plusieurs localités, dont la répartition des principales est la suivante :
| Localité             | Population | Pourcentage |
| -------------------- | ---------- | ----------- |
| San Rafael           | 6 838      | 22          |
| Puntilla Aldama      | 4 949      | 16          |
| Guadalupe Victoria   | 2 763      | 9           |
| El Pital             | 2 371      | 8           |
| Cementeras del Pital | 1 102      | 4           |
| Autres localités     | 12 328     | 41          |

En plus de l'espagnol, plusieurs langues amérindiennes sont parlées dans la municipalité, dont les principales sont par ordre d'importance : le nahuatl, le totonaque, et dans une moindre mesure le mixtèque et le zapotèque.

## Climat
Son climat est tropical avec une température avoisinant les 35 °C en été et les 18 °C en hiver. L'humidité est comprise entre 80 %-90 %. Durant les mois de septembre et octobre, la population est en alerte à cause des inondations provoquées par les crues du rio Bobos. Les pluies sont fréquentes toutes l'année et durant les mois d'automne et de printemps qui sont les mois des ouragans, les précipitations moyennes annuelles sont de 106 à 153 cm.

## Histoire
La ville a été fondée au début du XIXe siècle par des Français originaires de Champlitte et de la région de Dijon. Ces futurs fondateurs et premiers habitants de Veracruz embarquent au port du Havre le 24 avril 1833. Ces familles, d'origine paysanne, quittent la France pour l'Amérique dans l'espoir d'y trouver une vie meilleure.
En réalité, il y a deux colonies. La première est créée en 1833 par M. Guexot, ex-payeur de l'armée française, sur des terrains qu'il avait acquis deux ans plus tôt. Il s'agit d'une propriété de douze lieues carrées de terre située à Jicaltepec. Il attire les paysans bourguignons en leur vantant les mérites d'une terre fertile, alors qu'elle est en réalité aride. Un premier convoi de 80 personnes débarque en 1833, un second de 124 l'année suivante. Malgré plusieurs déboires initiaux, la colonie d'une quarantaine de familles finit par devenir prospère à partir de 1837, grâce à la culture et au commerce de la vanille. Ils sont protégés par le président de la République durant la guerre civile de 1839-1841.
En 1843, une route est construite vers Nautla et une autre en 1846 vers Tlapacoyan. De nouveaux colons arrivent et un établissement commercial est créé. Entre 1853 et 1861, la colonie connaît son apogée. On y commerce désormais également du sel et du tabac. Ensuite, les difficultés s'enchaînent : des inondations ravagent les cultures en 1861, une épidémie de peste tue 300 personnes en 1862 puis survient l'expédition française soutenue par Napoléon III et les exactions d'un chef local, qui provoquent le déclin de la colonie.
Un avocat mexicain, Rafael Martinez de la Torre, achète alors des terres en direction de Nautla et regroupe les colons français sur les rives du fleuve qui s'y trouve. Deux colonies alors coexistent : celle d'origine, Jicaltepec, et la nouvelle, qui prend le nom de San Rafael en 1881, où des maisons de style bourguignon sont élevées, les colons cultivant des bananes et élevant du bétail. La première périclite pendant que la seconde se développe. Jicaltepec s'auto-administrait par rapport aux autorités mexicaines et avait même désigné un vice-consul à sa tête ; un instituteur y avait aussi construit une école et délimité les propriétés des habitants.
En 1884, le président Manuel González régularise les droits de propriété des colons, qui ne pouvaient légalement pas les acquérir. Au début du XXe siècle, les deux colonies connurent une nouvelle prospérité, notamment grâce au commerce de bananes, permis par l'extension du réseau routier vers Veracruz et Mexico. Mais Jicaltepec finit par disparaître, les jeunes générations s'installant à San Rafael, où les terres sont plus fertiles. À la fin des années 1940, la langue française est toujours enseignée aux descendants des colons, qui continuent à se marier entre eux.
San Rafael compte deux hôtels dans la ville :
- l’hôtel Champlitte aux abords du Zocalo
- la Maison Couturier, qui est un hôtel de style colonial français

### Chronologie
- 1833 : 80 colons français, principalement originaires de la région de Champlitte en France, émigrent à Jicaltepec.
- 1882 : par le décret du 27 octobre est créée la municipalité de Martinez de la Torre[1].
- 2003 : par le décret du 15 décembre est créée la municipalité de San Rafael.

## Économie

### Agriculture et élevage
La superficie des parcelles semées représentait en 2021 une surface totale de 12 558,7 hectares, parmi lesquels 4588 hectares étaient voués à la culture de l'orange, 4556,6 hectares étaient voués à la culture du citron, et 2271 hectares étaient voués celle de la banane.
En 2021, la production de viande par tonnes comprenait 1024,8 tonnes de viande bovine, 202,7 tonnes de viande porcine, 28,4 tonnes de viande ovine, 79,7 tonnes de volailles, et 5,6 tonnes de dinde. La superficie vouée à l'élevage représentait alors 5845 hectares.

## Gastronomie
La gastronomie de San Rafael est composée de plats à tendance française. Il y a aussi l’élaboration du vins selon la saison d'orange, pamplemousse, capulin, guanabana, fruit de la passion, pêche entre autres. De la même manière sont présents différents fromages tels que le borona, le manchego. Quant aux desserts, on peut y trouver des charlottes des fruits de la saison, des œufs en neige, des soufflés au citrons, des cheesecakes, et le traditionnel pan de agua.

## Galerie

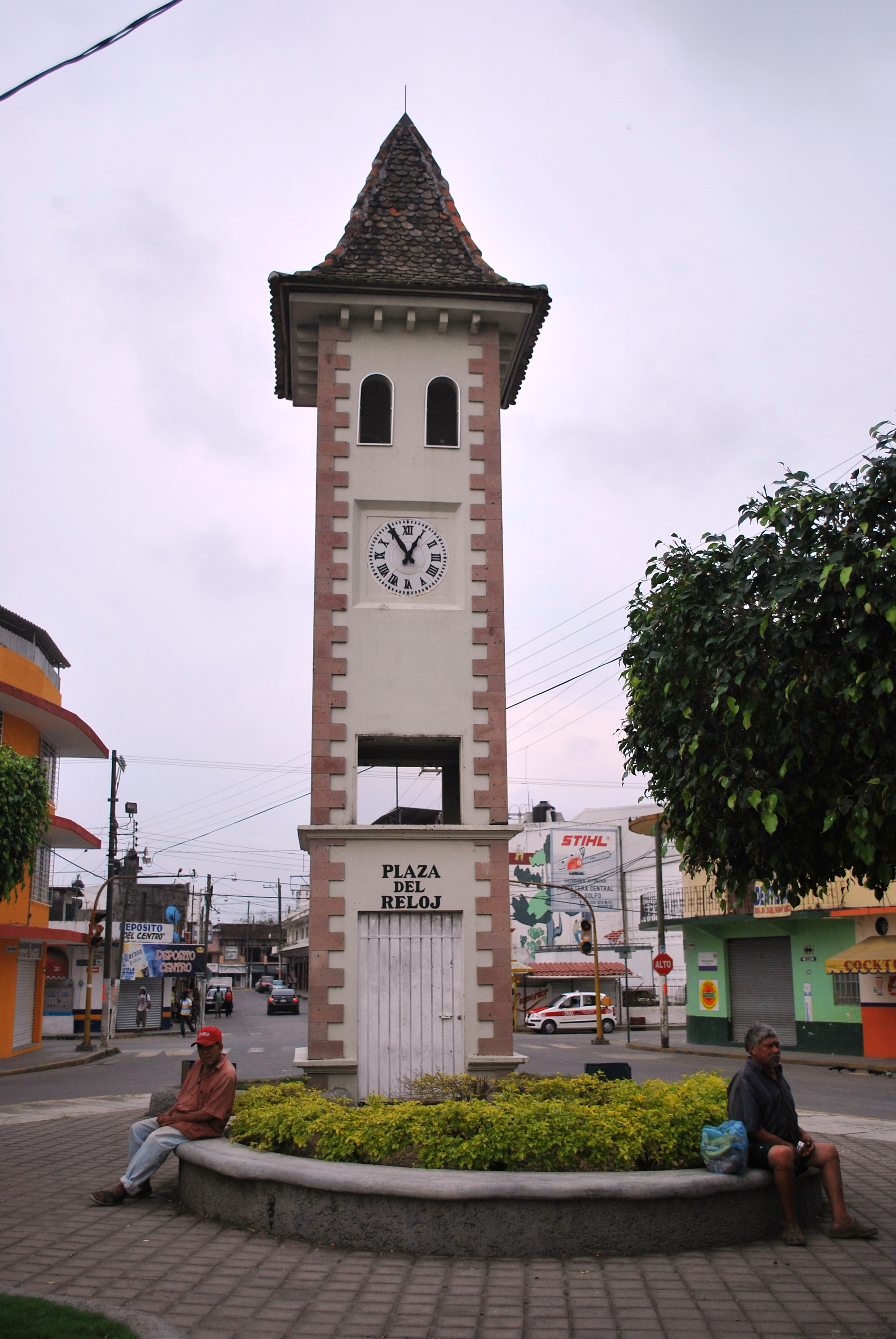
Tour de l'horloge de San Rafael, construite dans les années 2000 ; le toit en tuile de Bourgogne rappelle les racines de la ville.
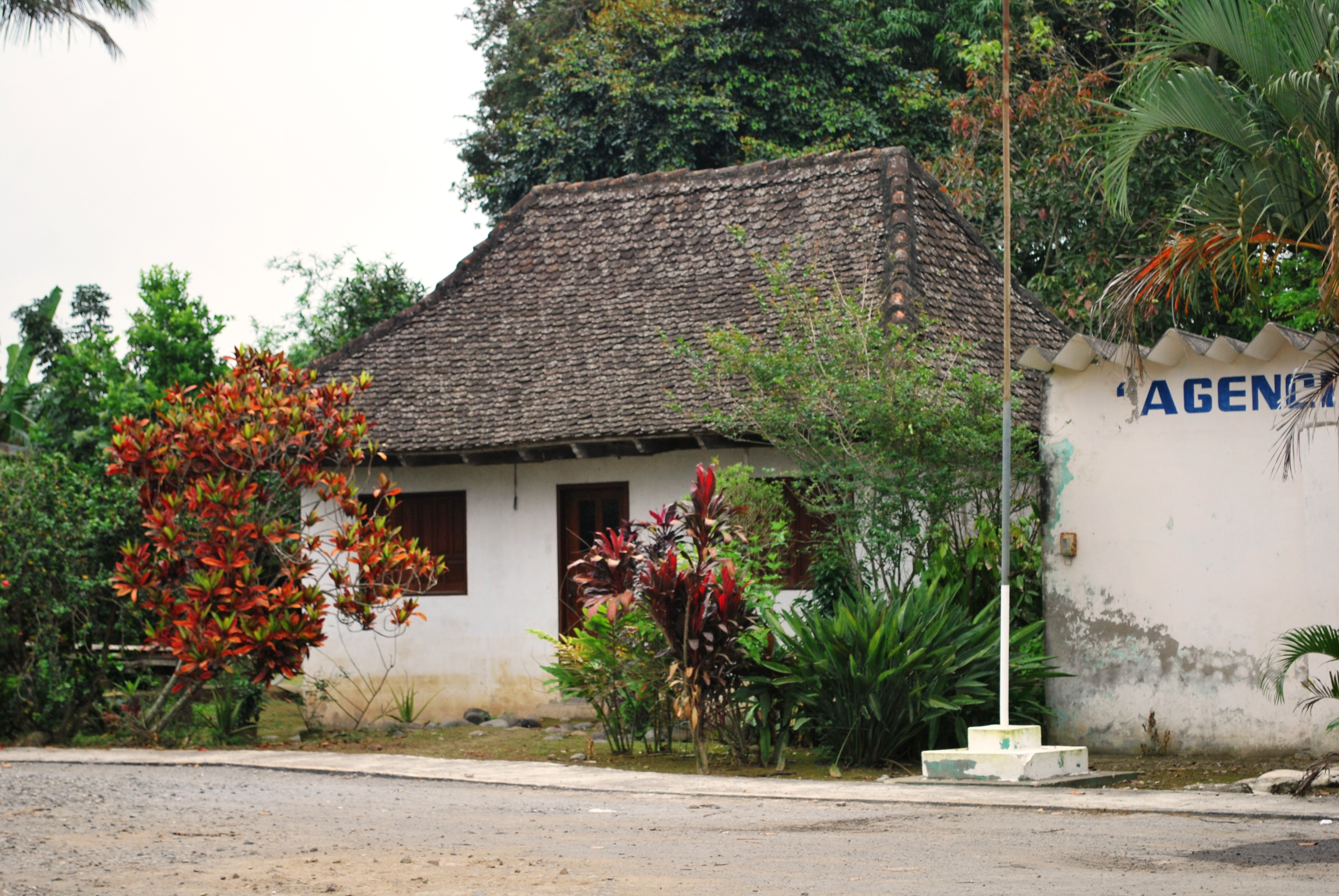
Maison de style français.
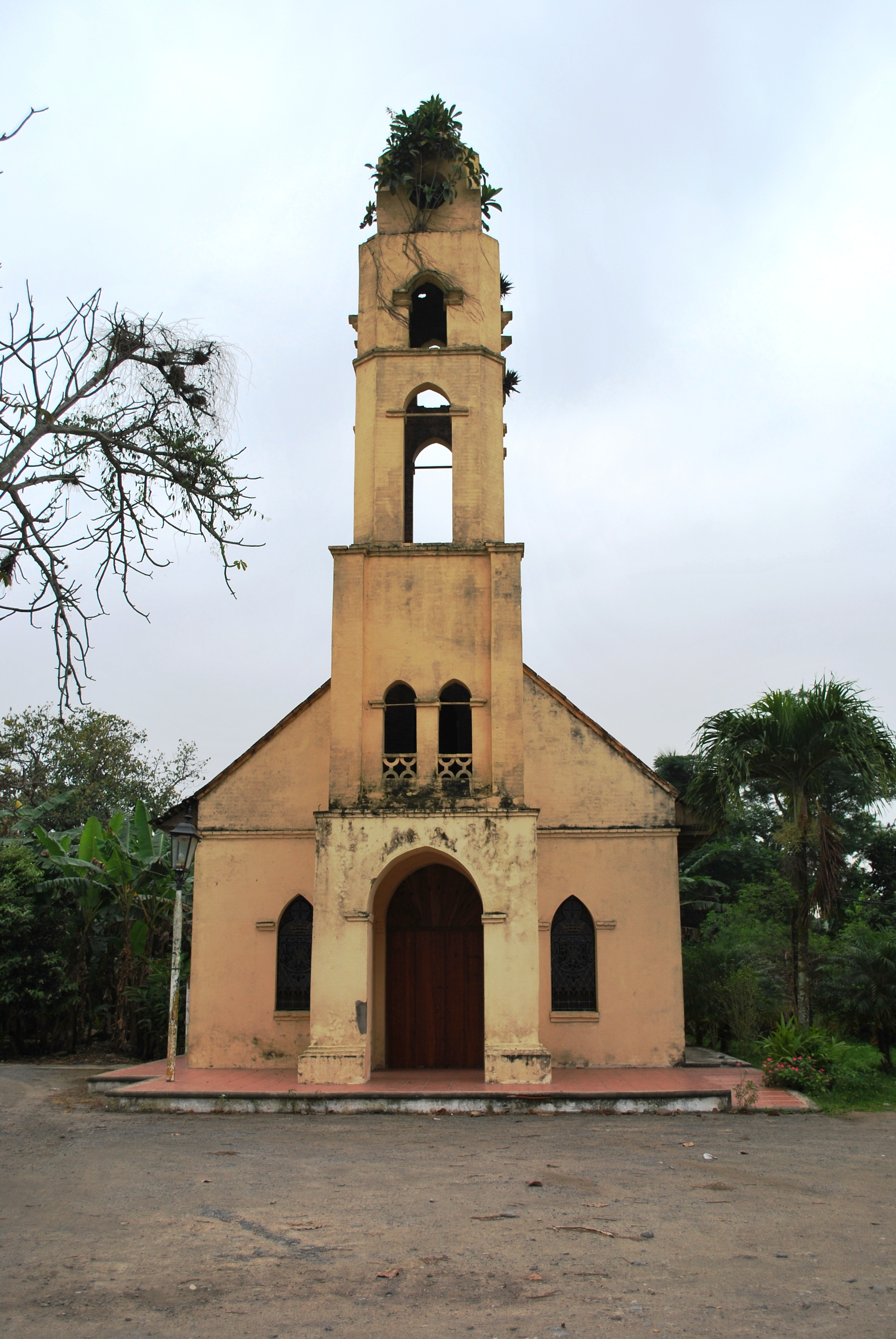
Église Virgen del Carmen.
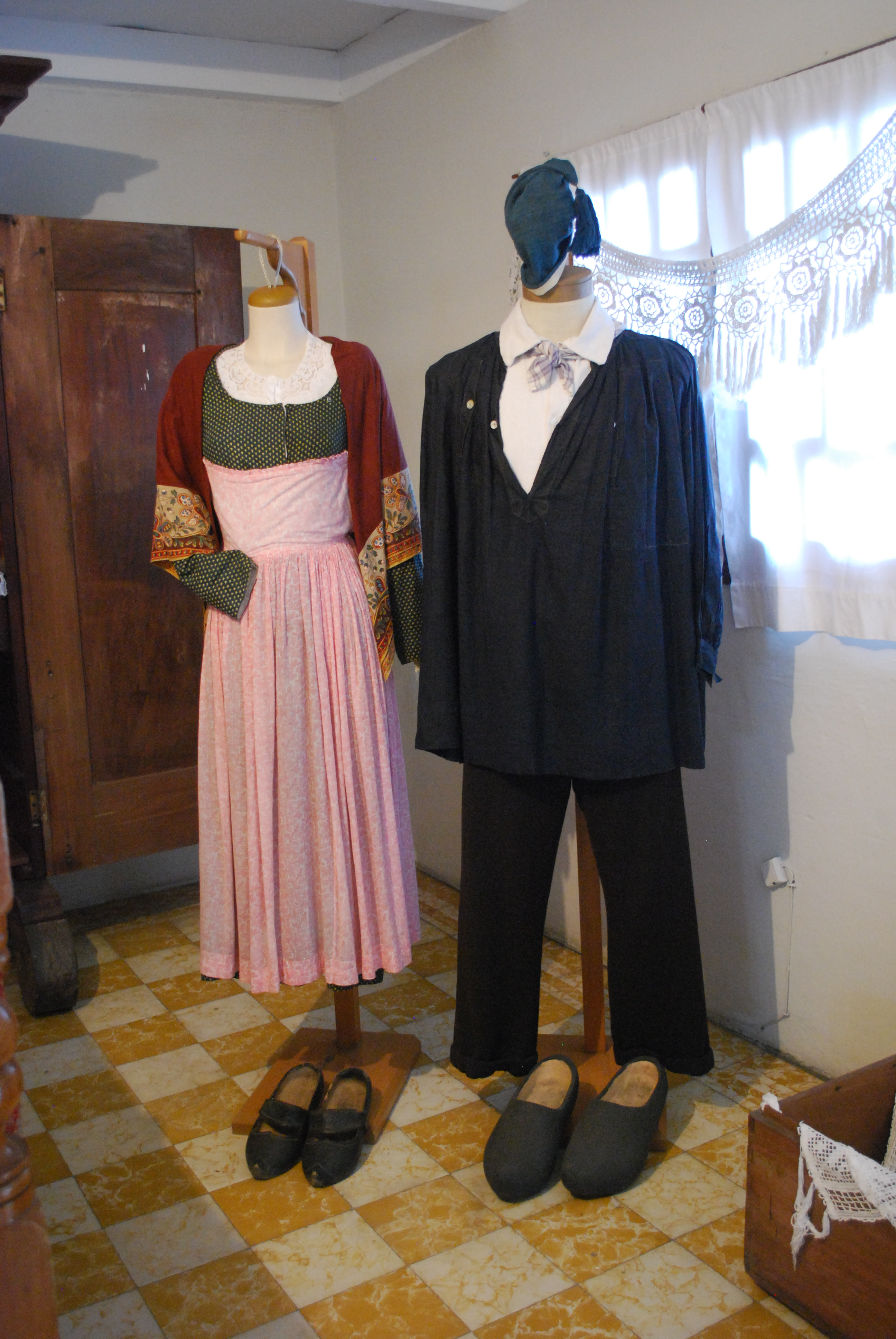
Costumes de colons français dans le musée municipal.
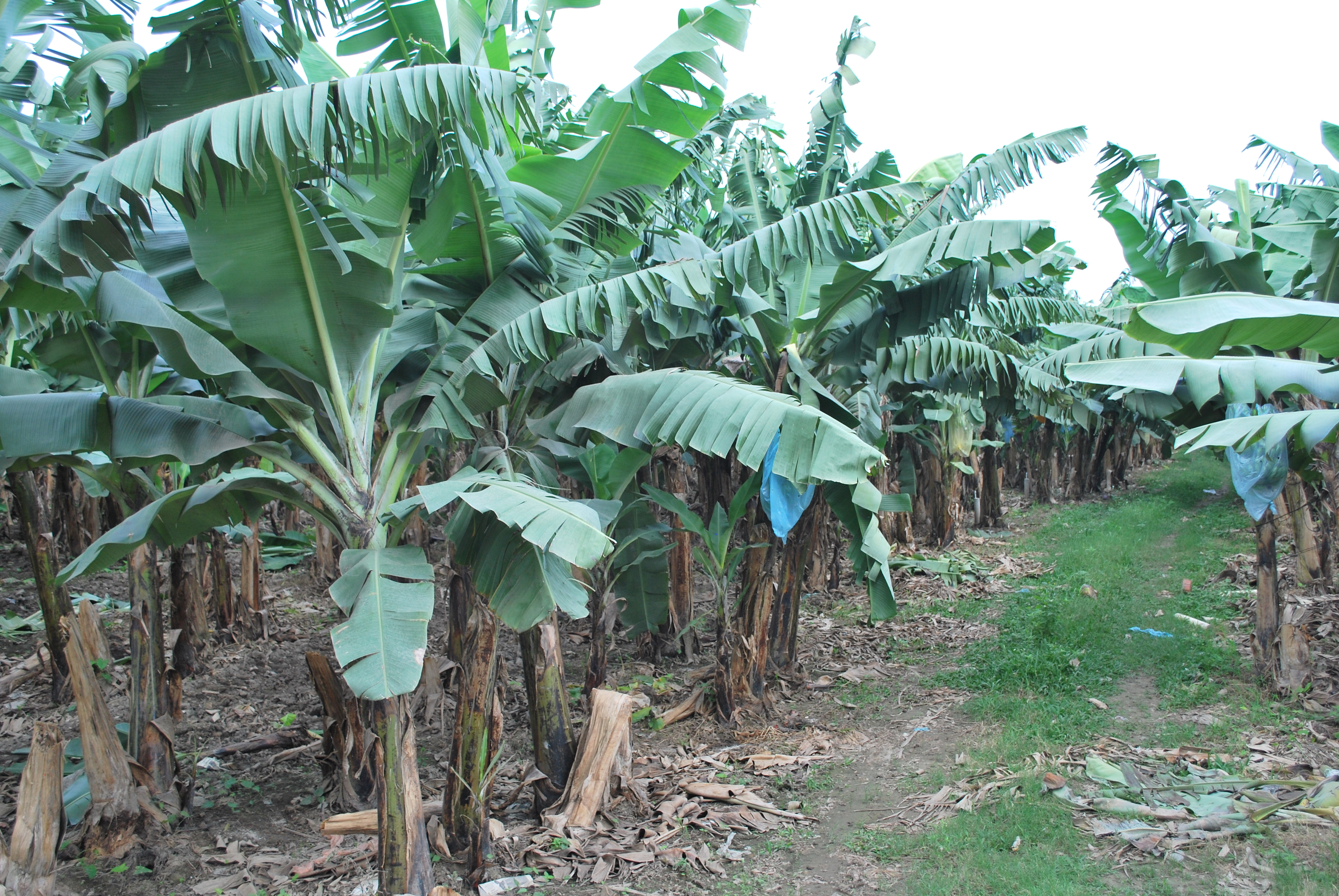
Bananeraie.

## Personnages illustres
- Rafael Martínez de la Torre (1828-1876)
- Avogado Poblano Benefactor
- José María Mata (en) (1819-1895)
- General Xalapeño